# Усадищенское сельское поселение
Усадищенское се́льское поселе́ние — муниципальное образование в составе Волховского района Ленинградской области. Административный центр — деревня Усадище.

## Географические данные
Расположено в юго-восточной части района, граничит с Тихвинским районом. 
По территории поселения проходят автодороги:
- 41К-057 (Ульяшево — Подвязье — Мыслино)
- 41К-058 (подъезд к дер. Куколь)
- 41К-060 (Мыслино — Дуброво — Зеленец)
- 41К-062 (Куколь — Бор)
- 41К-373 (Бережки — Заднево)
- 41К-374 (Подвязье — Кроватыни)
- 41К-402 (Куколь — Вячково — Мурманские Ворота)

Расстояние от административного центра поселения до районного центра — 35 км.
По территории поселения проходит железная дорога Волховстрой I — Вологда (ж/д станции Куколь, Сорокино, Мыслино, Скит, Зеленец).

## История
В середине XIX века в составе Новоладожского уезда Санкт-Петербургской губернии была образована Усадище-Спасовская волость с центром в селе Усадище. 
В начале 1920-х годов в составе Усадище-Спасовской волости был образован Усадищенский сельсовет. 
В декабре 1922 года Усадище-Спасовская волость была ликвидирована, все её сельсоветы вошли в состав Пролетарской волости Волховского уезда. 
В августе 1927 года Усадищенский сельсовет вошёл в состав вновь образованного Волховского района Ленинградской области. 
16 июня 1954 года к Усадищенскому сельсовету был присоединён Кукольский сельсовет, а 1 апреля 1960 года — Карпинский сельсовет.
18 января 1994 года постановлением главы администрации Ленинградской области № 10 «Об изменениях административно-территориального устройства районов Ленинградской области» Усадищенский сельсовет, также как и все другие сельсоветы области, преобразован в Усадищенскую волость.
1 января 2006 года в соответствии с областным законом № 56-оз от 6 сентября 2004 года «Об установлении границ и наделении соответствующим статусом муниципального образования Волховский муниципальный район и муниципальных образований в его составе» образовано Усадищенское сельское поселение, в которое вошла территория бывшей Усадищенской волости.

## Демография
| 2006  | 2010  | 2011  | 2012  | 2013  | 2014  | 2015  |
| ----- | ----- | ----- | ----- | ----- | ----- | ----- |
| 1800  | ↘1754 | ↘1750 | ↗1767 | ↗1780 | →1780 | ↗1803 |
| 2016  | 2017  | 2018  | 2019  | 2020  | 2021  | 2023  |
| →1803 | ↘1780 | ↘1768 | ↗1775 | ↘1754 | ↘1645 | ↘1615 |
| 2024  | 2025  |       |       |       |       |       |
| ↘1591 | ↘1579 |       |       |       |       |       |

## Состав сельского поселения
| №  | Населённый пункт | Тип населённого пункта              | Население |
| -- | ---------------- | ----------------------------------- | --------- |
| 1  | Бёзово           | деревня                             | ↗38       |
| 2  | Веретье          | деревня                             | →0        |
| 3  | Верховина        | деревня                             | ↘22       |
| 4  | Вячково          | деревня                             | ↗18       |
| 5  | Дуброво          | деревня                             | ↗23       |
| 6  | Елошня           | деревня                             | ↗17       |
| 7  | Жупкино          | деревня                             | ↗3        |
| 8  | Заднево          | деревня                             | ↘0        |
| 9  | Зеленец          | деревня                             | ↘14       |
| 10 | Зеленец          | посёлок                             | ↗69       |
| 11 | Конец            | деревня                             | ↗17       |
| 12 | Кроватыни        | деревня                             | ↗8        |
| 13 | Куколь           | деревня                             | ↘12       |
| 14 | Куколь           | посёлок при железнодорожной станции | ↗18       |
| 15 | Леоновщина       | деревня                             | ↘0        |
| 16 | Мыслино          | деревня                             | ↘35       |
| 17 | Мыслино          | посёлок при железнодорожной станции | ↗39       |
| 18 | Охромовщина      | деревня                             | ↘6        |
| 19 | Подвязье         | деревня                             | ↗105      |
| 20 | Раменье          | деревня                             | ↗11       |
| 21 | Ручей            | деревня                             | →5        |
| 22 | Скит             | посёлок при железнодорожной станции | ↘0        |
| 23 | Славково         | деревня                             | ↗60       |
| 24 | Сорокино         | деревня                             | ↗14       |
| 25 | Теребонижье      | деревня                             | ↗20       |
| 26 | Усадище          | деревня, административный центр     | ↘1242     |